# Dampflokomotive Bauart Bourbonnais

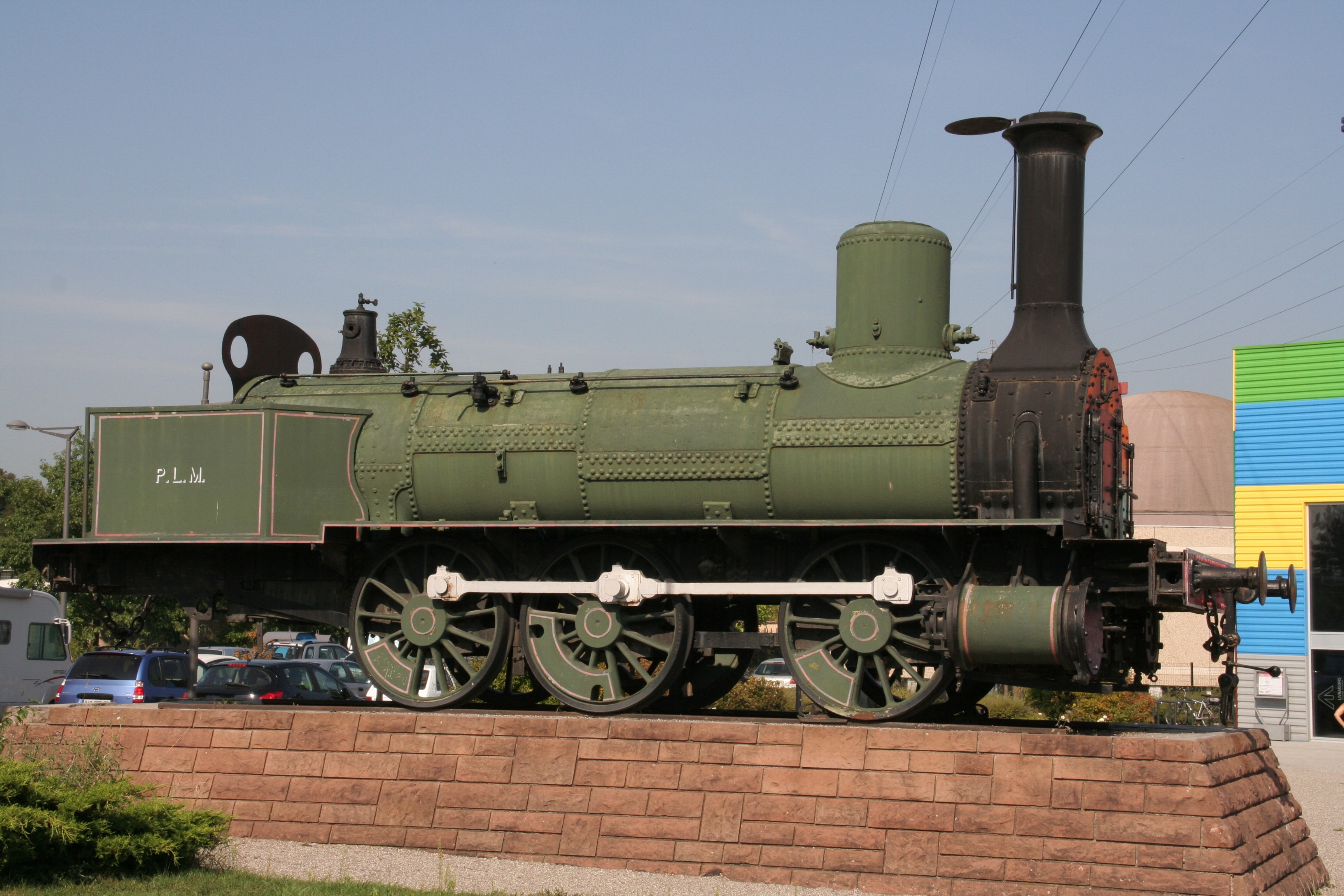
Eine Bourbonnais der Paris-Lyon-Mittelmeer-Bahn (PLM) im Eisenbahnmuseum Mülhausen.

Lokomotiven vom Typ Bourbonnais waren Dampflokomotiven, die ab 1854 in Frankreich und dann bei anderen europäischen Bahngesellschaften eingeführt wurden. Die Kessel der Dreikuppler-Maschinen waren als Longboiler ausgeführt. Bourbonnais waren in der Regel mit einem Schlepptender ausgerüstet und wurden in erster Linie zur Beförderung von Güter- und Personenzügen eingesetzt.
Bourbonnais-Lokomotiven wurden bis zum Beginn des zwanzigsten Jahrhunderts gebaut. Die Bauart blieb im Wesentlichen gleich. Die einzelnen Baureihen unterschieden sich nur in Einzelheiten, abhängig von den Anforderungen der einzelnen Bahngesellschaften.

## Bourbonnais-Lokomotiven in Frankreich

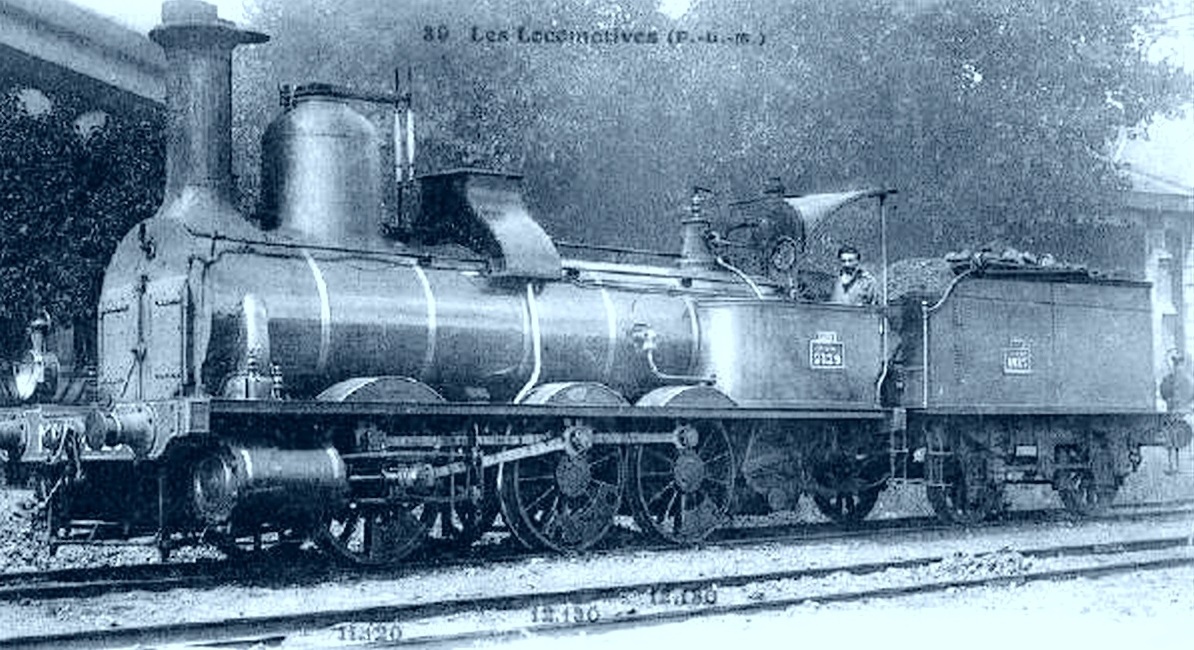
Bourbonnais der PLM, um 1860

Die Bauart wurde als „Bourbonnais“ bekannt, weil die Maschinen dieses Typs erstmals 1854 für die Compagnie du chemin de fer de Paris à Lyon par le Bourbonnais – einer Vorläufergesellschaft der Paris-Lyon-Mittelmeer-Bahn (PLM) – gebaut worden waren. Die Bahnunternehmung, die bisher Dreikuppler-Lokomotiven vom Typ „Mammut“ einsetzte, benötigte wegen der ständigen Verkehrszunahme fünfzig Maschinen mit einer höheren Leistungsfähigkeit, die in den Jahren 1854 und 1855 von Koechlin und von Cail geliefert wurden. Die Schlepptenderlokomotiven vom Stephenson-Longboilertyp besaßen Antriebsräder mit einem Durchmesser von 1,30 m. Die horizontal liegenden Außenzylinder hatten einen Durchmesser von 450 mm und einen Hub von 650 mm. Die Maschinen entwickelten eine Leistung von 350 PS und erreichten eine Höchstgeschwindigkeit von 50 km/h. Ihre Wagenzugmasse betrug in der Ebene 1200 Tonnen bei 25 km/h, in 5 ‰ Steigung 500 Tonnen und in 10 ‰ Steigung 300 Tonnen.
Durch die Longboilerbauart war der Achsstand vor der Feuerbüchse zusammengedrängt, was zu einem starken Überhang mit einem unruhigen Lauf führte. Trotzdem waren die Bourbonnais-Lokomotiven in Frankreich weit verbreitet. Die Bourbonnais waren im neunzehnten Jahrhundert die häufigsten Lokomotiven in Frankreich. Allein die PLM besaß gegen 1300 solcher Maschinen.

## Bourbonnais-Lokomotiven in anderen Ländern

### Schweiz

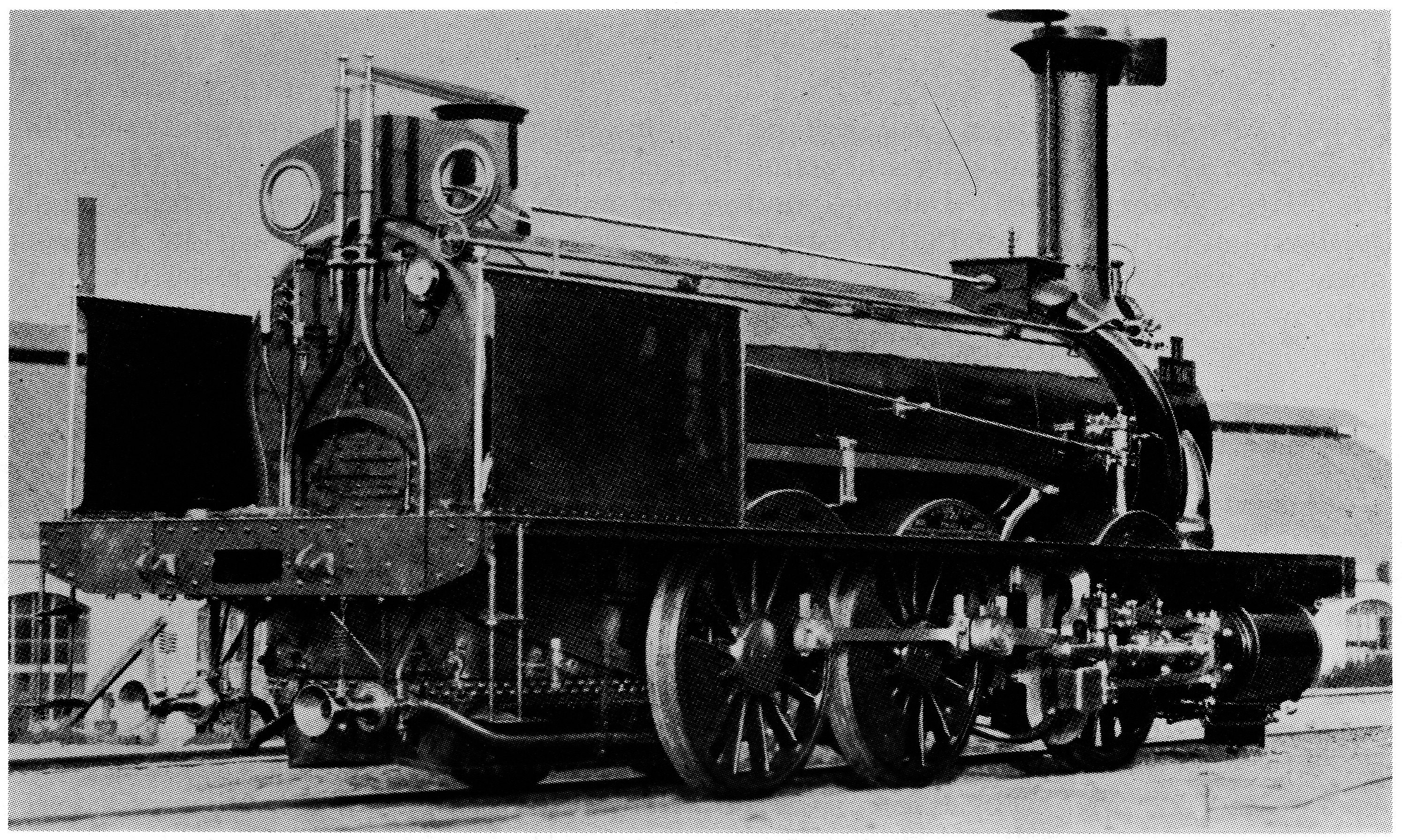
D 3/3 der Ouest Suisse, gebaut 1858 von J. F. Cail

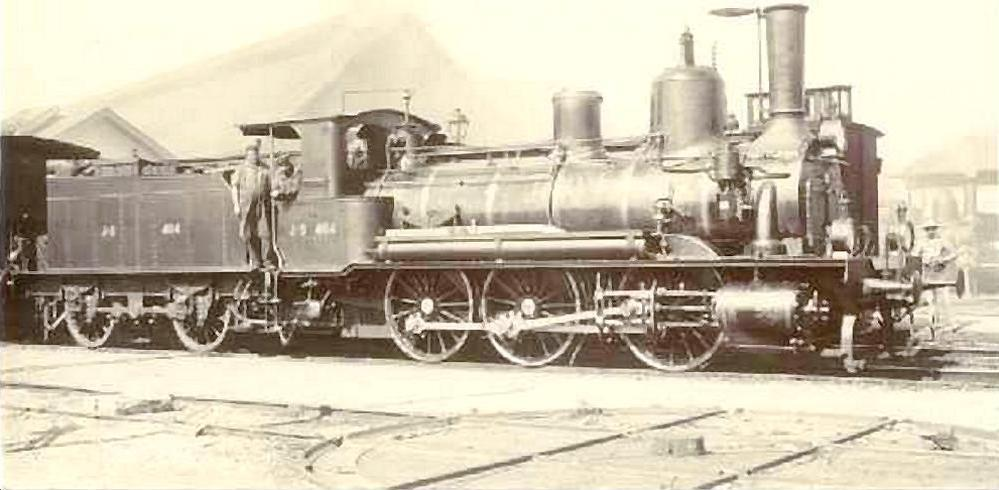
B3T Nr. 424 der Jura-Simplon-Bahn, 1875 von Koechlin an die Bern-Luzern-Bahn geliefert

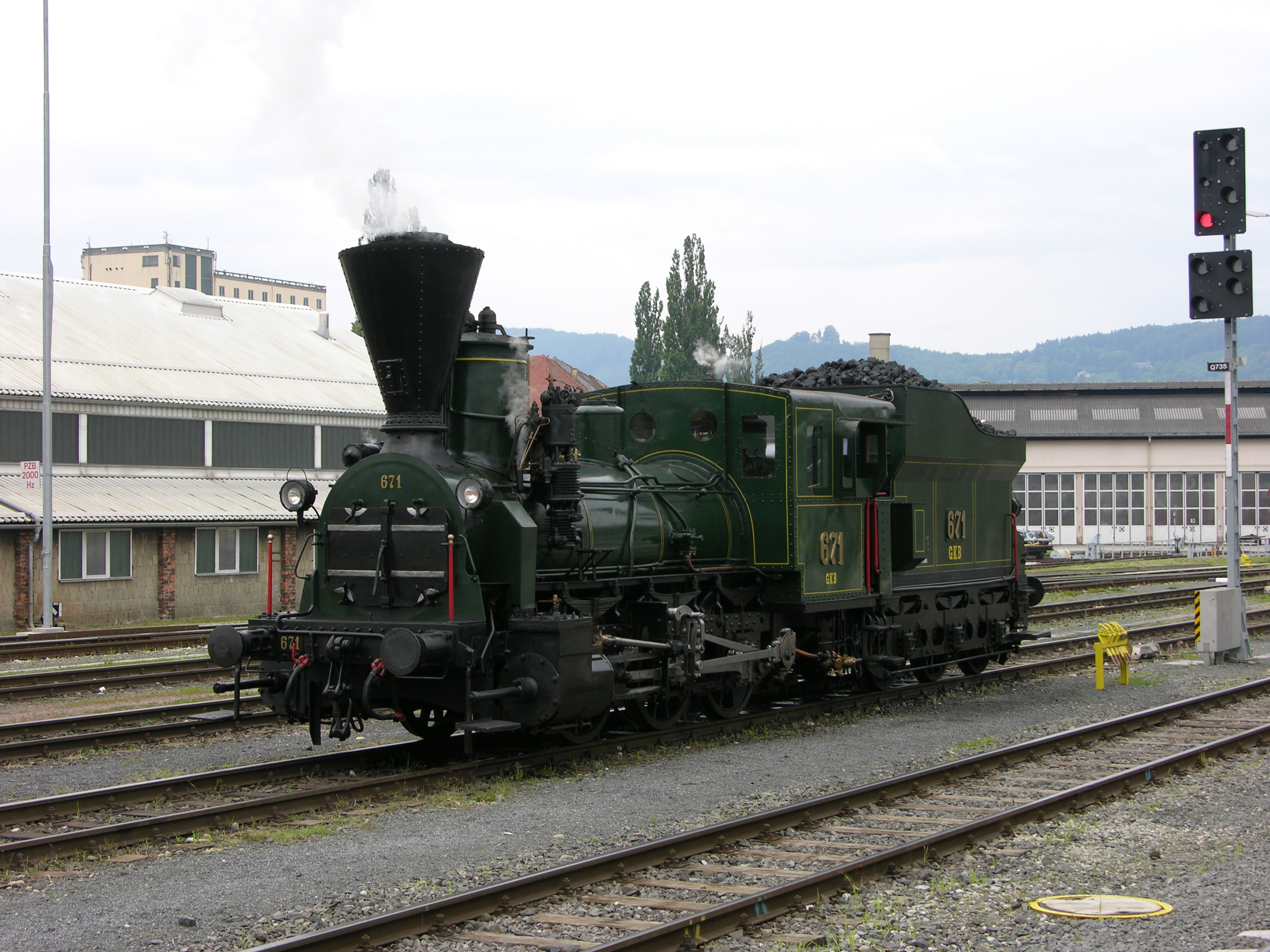
Die Südbahn-Lokomotive 671, heute im Besitz der Graz-Köflacher Bahn (GKB), ist die dienstälteste Schlepptenderlokomotive der Welt

Cail lieferte 1858 fünf Bourbonnais-Lokomotiven D 3/3 an die Ouest Suisse (OS), fast identisch waren mit denen in Frankreich. Da die Rostfläche auf 1,4 m² vergrößert wurde, erreichte der Kessel einen Arbeitsdruck 9 atü. Die Nachfolgegesellschaften der Ouest Suisse – die Suisse-Occidentale (SO), die Suisse-Occidentale–Simplon (SOS) und die Jura-Simplon-Bahn (JS) – bezogen spätere weitere, in vielen Details abweichende Bourbonnais von verschiedenen Werkstätten, so dass sich die Gesamtzahl der Bourbonnais-Maschinen der Jura-Simplon-Bahn nach 1892 auf 40 belief.
Die Nordostbahn (NOB) nahm zwischen 1867 und 1895 34  C 3/3 und ab 1891 40 verstärkte D 3/3 in Betrieb.
Die Gotthardbahn-Gesellschaft (GB) beschaffte zwischen 1874 und 1876 für die Tessinischen Talbahnen insgesamt sechs Bourbonnais-Lokomotiven des Typs D 3/3. Die Maschinen entsprachen dem zu gleicher Zeit in Mühlhausen gebauten Bourbonnais-Lokomotiven für die Ouest-Suisse, die Bernischen Jurabahnen (JB) und die Schweizerische Centralbahn (SCB), waren jedoch etwas schwerer und stärker. Mit der Eröffnung der Bergstrecke wurde die Zahl der Dreikuppler-Lokomotiven durch eine zweite, stärkere Serie erhöht. Insgesamt beschaffte die Gotthardbahn 39 Bourbonnais-Lokomotiven. Für Güterzüge auf den Bergstrecken erweiterte sie den Bourbonnais-Typ um eine weitere Achse, so dass die D 4/4 entstand. Ihre geringe Höchstgeschwindigkeit von 45 km/h war auf den Bergstrecken nicht hinderlich.

### Österreich-Ungarn
Die Südbahn-Gesellschaft (SB), bei welcher französisches Kapital vorherrschte, ließ bei der Lokomotivfabrik der StEG nach dem Vorbild der französischen Bourbonnais eine dreifach gekuppelte Güterzuglokomotive SB 23 entwickeln. Die Maschinen bewährten sich so gut, dass von 1860 an bis 1872 von verschiedenen Herstellern insgesamt 205 Stück gebaut wurden. Sogar noch stärker, weil ebenfalls mit innenliegendem Rahmen (und teilweise auch Steuerung) ausgestattet, entsprachen die Baureihen 32a, 32b und 32c dem Bourbonnais-Typ. 
Die ebenfalls französisch dominierte Staatseisenbahn-Gesellschaft hatte Lokomotiven der Bourbonnais-Type im Bestand, vor allem die Reihen StEG I 504–581 und StEG II 1001–1053 und folgende.
Die Baureihe kkStB 56 entsprach ebenfalls dieser Bauart.

### Italien

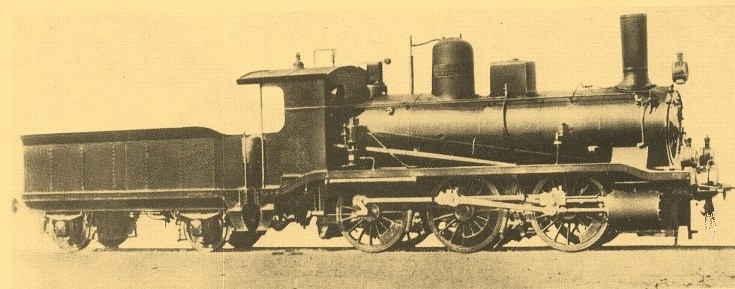
Lokomotive 3631 der Rete Adriatica. Die Lokomotiven trugen später bei den FS die Bezeichnung 215.

Weil die Leistung der Lokomotiven auf der Linie nach Genua und auf der Porrettana kaum ausreichte, ergänzte die Società per le strade ferrate dell’Alta Italia (SFAI) ihren Bestand mit stärkeren Maschinen. Da die italienische Industrie damals noch nicht in der Lage war, solche Lokomotiven zu bauen, kamen ausländische Hersteller zu Zug. Von 1864 bis 1873 wurden 166 Bourbonnais von Koechlin,  Cockerill, Schneider und Parent & Schaken importiert.
Die SFAI entwickelten diese Maschinen weiter, indem der Kessel verlängert wurde, wodurch die Leistung zunächst auf 400 und dann 450 PS anstieg. Die Lokomotiven wurden mit einem geräumigeren Tender versehen und der Führerstand auf drei Seiten verschlossen. Der Bestand der SFAI wurde so zwischen 1877 und 1884  mit 104 Bourbonnais-Lokomotiven von Sigl, Pietrarsa, Henschel, Ansaldo, Vulcan und Hannoverschen Maschinenfabrik ergänzt.
Bourbonnais-Lokomotiven wurden von der italienischen Industrie gebaut und waren auch bei anderen italienischen Eisenbahnunternehmen (Ferrate Meridionali, Ferrate Romane und Rete Sicula) weit verbreitet.

### Weitere Länder
Bourbonnais-Lokomotiven kamen auch bei den Eisenbahnen in Algerien, Russland, Spanien und Portugal zum Einsatz.